# Guy Marius Sagna
Pour les articles homonymes, voir Sagna.
Guy Marius Sagna ou Mouhamed Sagna, né le 1979 dans la région de Ziguinchor, est un militant anti-impérialiste et un homme politique sénégalais.
Il est membre fondateur du Front pour une révolution anti-impérialiste, populaire et panafricaine (FRAPP–France Dégage).
Sagna est député sénégalais depuis 2022 et parlementaire de la Communauté économique des États de l'Afrique de l'Ouest (CEDEAO).

## Biographie
Guy Marius Sagna est né en 1979.
En 2012, il est coordonnateur du mouvement du 23-Juin (M23) de Tambacounda et s'engage contre la possibilité d'un troisième mandat du président Abdoulaye Wade. Macky Sall remporte l'élection présidentielle de 2012. Sagna est déçu par ce dernier et en qualité de porte-parole du Collectif pour la justice et contre les violences policières, il organise des manifestations en juillet 2018 contre les nombreux cas de morts sans suites dans des commissariats de Dakar.
Guy Marius Sagna lutte contre le franc CFA et l'impérialisme occidental notamment celui de la France. Du 6 juillet au 16 août 2019, il est arrêté et mis en garde a vue à la prison de Rebeuss de Dakar. Il est condamné pour « fausse alerte au terrorisme » et trouble à l'ordre public,.
En mai 2024, Sagna est élu président de la commission « Comptes et audits » de la CEDEAO.
Le 29 septembre 2024, lors d'une réunion politique de l'opposition à Lomé au Togo, il est frappé et blessé. Le gouvernement et la police togolaise sont accusés par des associations présentes à la réunion et par Sagna lui-même d'avoir incité ou laissé faire ces violences,.
En 2024, Sagna se convertit à l'islam et prend une seconde épouse. Il aurait changé de prénom pour s'appeler Muhammad ou Mouhamed,.